# Pan-Amerikaans kampioenschap hockey vrouwen 2009
De derde editie van het Pan-Amerikaans kampioenschap hockey voor vrouwen werd in 2009 gehouden in Hamilton op Bermuda. Het toernooi met acht deelnemers werd gehouden van 7 tot en met 15 februari. Argentinië werd voor de derde keer Pan-Amerikaans kampioen. Het team zou zich hierdoor voor het wereldkampioenschap van 2010 ware het niet dat de Argentijnen als organisator van dat toernooi al automatisch waren geplaatst. De nummers twee tot en met zes plaatsen zich voor het kwalificatietoernooi voor dat wereldkampioenschap.

## Uitslagen
Alle tijden zijn lokale tijden (UTC−4)

### Eerste ronde

#### Groep A
| Team               | GS | W | G | V | DV | DT | DS  | Ptn |
| ------------------ | -- | - | - | - | -- | -- | --- | --- |
| Argentinië         | 3  | 3 | 0 | 0 | 36 | 1  | +35 | 9   |
| Trinidad en Tobago | 3  | 2 | 0 | 1 | 11 | 9  | +2  | 6   |
| Canada             | 3  | 1 | 0 | 2 | 12 | 7  | +5  | 3   |
| Bermuda            | 3  | 0 | 0 | 3 | 0  | 42 | −42 | 0   |

| 7 februari 2009 14:00 |         |                    |                                                        |
| Argentinië            | 7 – 1   | Trinidad en Tobago | Scheidsrechters: Wendy Stewart (CAN) Amy Hassick (USA) |
|                       | verslag |                    | Scheidsrechters: Wendy Stewart (CAN) Amy Hassick (USA) |

| 7 februari 2009 16:00 |         |         |                                                             |
| Canada                | 10 – 0  | Bermuda | Scheidsrechters: Claudia Videla (CHI) Kang Hyun-Young (KOR) |
|                       | verslag |         | Scheidsrechters: Claudia Videla (CHI) Kang Hyun-Young (KOR) |

| 8 februari 2009 14:30 |         |         |                                                                |
| Trinidad en Tobago    | 7 – 0   | Bermuda | Scheidsrechters: Arely Castellanos (MEX) Irene Presenqui (ARG) |
|                       | verslag |         | Scheidsrechters: Arely Castellanos (MEX) Irene Presenqui (ARG) |

| 8 februari 2009 16:30 |         |        |                                                        |
| Argentinië            | 4 – 0   | Canada | Scheidsrechters: Jean Duncan (SCO) Frances Block (ENG) |
|                       | verslag |        | Scheidsrechters: Jean Duncan (SCO) Frances Block (ENG) |

| 11 februari 2009 16:00 |         |        |                                                            |
| Trinidad en Tobago     | 3 – 2   | Canada | Scheidsrechters: Arely Castellanos (MEX) Jean Duncan (SCO) |
|                        | verslag |        | Scheidsrechters: Arely Castellanos (MEX) Jean Duncan (SCO) |

| 11 februari 2009 18:00 |         |         |                                                          |
| Argentinië             | 25 – 0  | Bermuda | Scheidsrechters: Ayanna McLean (TRI) Frances Block (ENG) |
|                        | verslag |         | Scheidsrechters: Ayanna McLean (TRI) Frances Block (ENG) |

#### Groep B
| Team             | GS | W | G | V | DV | DT | DS  | Ptn |
| ---------------- | -- | - | - | - | -- | -- | --- | --- |
| Verenigde Staten | 3  | 3 | 0 | 0 | 18 | 0  | +18 | 9   |
| Chili            | 3  | 2 | 0 | 1 | 8  | 3  | +5  | 6   |
| Mexico           | 3  | 1 | 0 | 2 | 5  | 13 | −8  | 3   |
| Jamaica          | 3  | 0 | 0 | 3 | 1  | 16 | −15 | 0   |

| 7 februari 2009 09:30 |         |         |                                                          |
| Verenigde Staten      | 10 – 0  | Jamaica | Scheidsrechters: Jean Duncan (SCO) Irene Presenqui (ARG) |
|                       | verslag |         | Scheidsrechters: Jean Duncan (SCO) Irene Presenqui (ARG) |

| 7 februari 2009 11:30 |         |        |                                                         |
| Chili                 | 6 – 1   | Mexico | Scheidsrechters: Frances Block (ENG) Emma Simmons (BER) |
|                       | verslag |        | Scheidsrechters: Frances Block (ENG) Emma Simmons (BER) |

| 8 februari 2009 10:30 |         |        |                                                            |
| Jamaica               | 1 – 4   | Mexico | Scheidsrechters: Ayanna McClean (TRI) Claudia Videla (CHI) |
|                       | verslag |        | Scheidsrechters: Ayanna McClean (TRI) Claudia Videla (CHI) |

| 8 februari 2009 12:30 |         |       |                                                            |
| Verenigde Staten      | 2 – 0   | Chili | Scheidsrechters: Wendy Stewart (CAN) Kang Hyun-Young (KOR) |
|                       | verslag |       | Scheidsrechters: Wendy Stewart (CAN) Kang Hyun-Young (KOR) |

| 10 februari 2009 16:00 |         |       |                                                            |
| Jamaica                | 0 – 2   | Chili | Scheidsrechters: Amy Hassick (USA) Arely Castellanos (MEX) |
|                        | verslag |       | Scheidsrechters: Amy Hassick (USA) Arely Castellanos (MEX) |

| 10 februari 2009 18:00 |         |        |                                                           |
| Verenigde Staten       | 6 – 0   | Mexico | Scheidsrechters: Emma Simmons (BER) Irene Presenqui (ARG) |
|                        | verslag |        | Scheidsrechters: Emma Simmons (BER) Irene Presenqui (ARG) |

### Kruisingswedstrijden
Om plaatsen 5-8
| 13 februari 2009 15:30 |         |         |                                                                |
| Canada                 | 1 – 0   | Jamaica | Scheidsrechters: Arely Castellanos (MEX) Kang Hyun-Young (KOR) |
|                        | verslag |         | Scheidsrechters: Arely Castellanos (MEX) Kang Hyun-Young (KOR) |

| 13 februari 2009 18:00 |         |        |                                                            |
| Bermuda                | 0 – 5   | Mexico | Scheidsrechters: Ayanna McClean (TRI) Claudia Videla (CHI) |
|                        | verslag |        | Scheidsrechters: Ayanna McClean (TRI) Claudia Videla (CHI) |

Halve finale
| 14 februari 2009 12:00 |         |       |                                                        |
| Argentinië             | 1 – 0   | Chili | Scheidsrechters: Wendy Stewart (CAN) Amy Hassick (USA) |
|                        | verslag |       | Scheidsrechters: Wendy Stewart (CAN) Amy Hassick (USA) |

| 14 februari 2009 14:30 |         |                  |                                                         |
| Trinidad en Tobago     | 0 – 7   | Verenigde Staten | Scheidsrechters: Frances Block (ENG) Emma Simmons (BER) |
|                        | verslag |                  | Scheidsrechters: Frances Block (ENG) Emma Simmons (BER) |

### Plaatsingswedstrijden
Om de zevende plaats
| 15 februari 2009 09:00 |         |         |                                                             |
| Jamaica                | 2 – 0   | Bermuda | Scheidsrechters: Claudia Videla (CHI) Kang Hyun-Young (KOR) |
|                        | verslag |         | Scheidsrechters: Claudia Videla (CHI) Kang Hyun-Young (KOR) |

Om de vijfde plaats
| 15 februari 2009 11:00 |         |        |                                                       |
| Canada                 | 10 – 1  | Mexico | Scheidsrechters: Emma Simmons (BER) Amy Hassick (USA) |
|                        | verslag |        | Scheidsrechters: Emma Simmons (BER) Amy Hassick (USA) |

Om de derde plaats
| 15 februari 2009 14:00 |         |                    |                                                            |
| Chili                  | 2 – 1   | Trinidad en Tobago | Scheidsrechters: Wendy Stewart (CAN) Irene Presenqui (ARG) |
|                        | verslag |                    | Scheidsrechters: Wendy Stewart (CAN) Irene Presenqui (ARG) |

Finale
| 15 februari 2009 16:30 |                          |                  |                                                        |
| Argentinië             | 2 – 2 7–6 na strafballen | Verenigde Staten | Scheidsrechters: Jean Duncan (SCO) Frances Block (ENG) |
|                        | verslag                  |                  | Scheidsrechters: Jean Duncan (SCO) Frances Block (ENG) |

## Eindrangschikking
| Rang   | Land               |
| ------ | ------------------ |
| Goud   | Argentinië         |
| Zilver | Verenigde Staten   |
| Brons  | Chili              |
| 4      | Trinidad en Tobago |
| 5      | Canada             |
| 6      | Mexico             |
| 7      | Jamaica            |
| 8      | Bermuda            |